# メトヒヤ

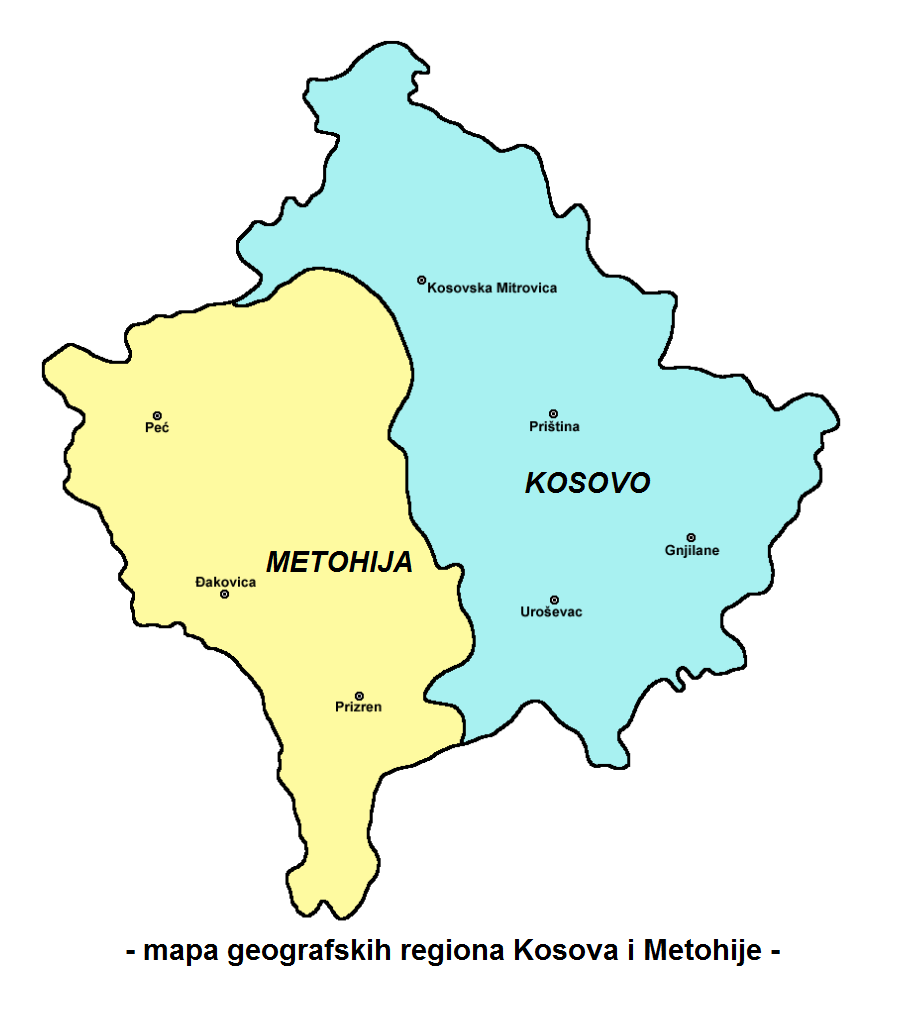
黄色い部分がメトヒヤ地域

メトヒヤ（アルバニア語: Rrafshi i Dukagjinit,セルビア語: Метохија / Metohija）は、コソボ南西部の盆地、地域名である。
面積は3,340 km2で2002年現在の人口は790,272人おり、コソボの全人口1,956,194人の40%を占める。

## 郡
- ペヤ郡 （アルバニア語: Rajoni i Pejës）、ペチ郡（セルビア語: Пећки округ / Pećki okrug）
- ジャコヴァ郡 （アルバニア語: Rajoni i Pejës）、ジャコヴィツァ郡（セルビア語: Ђаковички округ / Đakovički okrug）
- プリズレン郡（アルバニア語: Rajoni i Prizrenit）（セルビア語: Призренски округ / Prizrenski okrug）

## 都市
- ペヤ（アルバニア語: Peja / Pejë）、ペーチ（セルビア語: Пећ / Peć）
- イストグ（アルバニア語: Istog / Burimi）、イストク（セルビア語: Исток / Istok）
- クリナ（アルバニア語: Klina / Klinë）（セルビア語: Клина / Klina）
- ジャコヴァ（アルバニア語: Gjakova / Gjakovë）、ジャコヴィツァ（セルビア語: Ђаковица / Đakovica）
- デチャニ（アルバニア語: Deçan/Deçani）（セルビア語: Дечани / Dečani）
- ラホヴェツ（アルバニア語: Arraveci/Rahoveci）、オラホヴァツ（セルビア語: Ораховац / Orahovac）
- プリズレン（アルバニア語: Prizren / Prizreni;）（セルビア語: Призрен / Prizren）
- スハレカ（テランダ）（アルバニア語: Suhareka/Theranda）、スヴァ・レカ（セルビア語:  Сува Река / Suva Reka）
- マリシェヴァ（アルバニア語: Malishevë/Malisheva）、マリシェヴォ（セルビア語: Малишево/Mališevo）

## 名称
地域名となっているメトヒヤはギリシャ語で修道士の土地を意味するメトヒア（μετόχια）から来ており、中世にこの地域で多くの村や土地を所有していたセルビア正教会の修道院やアトスに由来する。アルバニア人たちはこの地域を中世の有力なアルバニア人貴族であったレク・ドゥカジニト (en) の名前から「レク・ドゥカジニトの台地」を意味するラフシ・ドゥガジニト（アルバニア語: Rrafshi i Dukagjinit）と呼んでいる。
セルビア語での名称であるコソボ・メトヒヤは公式には1974年まで使われたが、この年のユーゴスラビア社会主義連邦共和国の憲法改正によりコソボ社会主義自治州となり、強い自治権が認められ大きく変わった。1974年の憲法改正によってコソボ・メトヒヤは公式に州名から除かれることになったが、この変化をセルビア人は受け入れず（1986年のセルビア科学芸術アカデミーの覚書）旧名を使い続けた。1989年当時のセルビア大統領スロボダン・ミロシェヴィッチはコソボの自治権を弱めた憲法を公布し名称も旧称に戻すが、この出来事はミロシェヴィッチの行ったことの中でも象徴的なことであった。

## 地理
メトヒヤは東西23km、南北60kmで平均海抜は450mである。白ドリン川 (en) はこの地域の重要河川である。モクラ・ゴラは北や北西部、プロクレティイェ (en) は西部、パシュトリク (en) は南西部、シャル山脈 (en) は南や南東部、ドレニツァ (en) はコソボなどそれぞれ他地域との境界となっている。メトヒヤとコソボ東部は動物相と植物相が異なる。コソボ東部の生態は中央セルビアと変わりないがメトヒヤは地中海性気候の影響を受けている。メトヒヤは肥沃な耕作地も形成しており、多くの小規模な河川があり灌漑に使われ地中海性の気候と相まって農業に適している。この地域では高品質なぶどう畑や果樹園があり、クリやアーモンドなどが生産されている。